# Unified Video Decoder
Unified Video Decoder (UVD)(以前はUniversal Video Decoderと呼ばれていた)はATI Technologiesの作成した動画のハードウェアデコーダーである。H.264とVC-1の2つのビデオコーデックをサポートしており、AVIVOテクノロジーの一部である。

## サポートしているOS
- Windows - この技術の発表時からサポートしている。UVDは現在のところハードウェアアクセラレーションのためにWindowsとXbox 360プラットフォームにおけるDXVAというAPIのみをサポートしており、したがってメディアプレーヤーはUVDを用いるためにはDXVAをサポートする必要がある。
- Linux - 2008年10月からである。[1] RadeonのためにAMDによってデザインされたXvBAというAPIはLinuxとUNIXのX Window SystemにおけるX video extension (Xv)向けの拡張であり、これはUVDによるハードウェアアクセラレーションを利用できるようにする。[2]
- Linux - 2013年4月からである。[3] NVIDIAによるVDPAU (Video Decode and Presentation API for Unix)経由でのオープンソースなUVDサポートが提供された。これは既存のMesa上のVDPAUステートトラッカーをベースにしている。

## 機能

### UVD/UVD+
UVDはATIのXilleon動画プロセッサーに由来するもので、GPUと同じダイに組み込まれており、Advanced Video Processor (AVP)も同様に組み込まれている。AMDによれば、UVDはH.264/AVCとVC-1のデコードを完全にハードウェア上で行える。しかし、動画のポスト・プロセッシングはピクセルシェーダーとOpenCLカーネルに送られる。また、MPEG-2のデコードはサポートされているものの、UVDではなくシェーダーで行われる。このデコーダーはBlu-rayとHD DVDの再生要件を満たしており、H.264/AVCならば40 Mbpsのビットレートまでデコード可能である。H.264/AVCにおけるCABACもサポートしている。
前世代のGPUにおけるアクセラレーションはかなりCPUの補助が必要であったが、UVDはほとんどの処理をオフロードできる。前時代のGPU(たとえばATI Radeon R520シリーズのAVIVOやNVidia GeForce 7シリーズのPureVideoはH.264やVC-1におけるビットストリーム/エントロピーの伸展ができなかったため、これらはCPUで行われた。 UVDはVLC/CAVLC/CABAC/フーリエ変換/動き予測/デブロッキングフィルタなどを処理できるが、ポスト・プロセッシングはシェーダーに任せる。 ポスト・プロセッシングとはノイズ除去/インターレース解除/拡大・縮小などである。AMDは65 nmプロセスにおいては、UVDはわずか4.7 mm²のダイ面積しか使用していないと主張している。
UVD+と呼ばれるUVDの変種は、Radeon HD 3000シリーズから搭載された。UVD+は高解像度の動画のためにHDCPをサポートした。 しかし、UVD+は単にUVDとしてマーケティングされている。

### UVD 2
Radeon HD 4000シリーズの発表に伴い、UVDは大幅に更新された。UVD 2はH.264/MPEG-4 AVCやVC-1のビットストリームの完全なデコード、さらにMPEG-2のiDCT(離散コサイン変換)レベルのアクセラレーションも可能になった。性能の向上により二つのストリームを同時にデコードできるようになり、ピクチャー・イン・ピクチャーが可能になった。この結果、Blu-rayにおけるBD-Liveと完全に互換になった。

### UVD 2.2
UVD 2.2はローカルのメモリインターフェースを再デザインし、H.264/VC-1/MPEG-2の動画との互換性を向上させた。しかし、マーケティング上は"UVD 2 Enhanced"として「特別なコアを用い、RV770/RV730シリーズで採用されたH.264/VC-1/MPEG-2を二つ同時にデコードできるもの」という扱いだった。UVD 2に対する追加アップデートとしてのUVD 2.2の立ち位置はこの様に表される。

### UVD 3
UVD 3はMPEG-2ビットストリームのデコード、DivX/XvidのMPEG-4 Part 2によるデコード、Blu-ray 3DのMultiview Video Codingによるデコードをサポートした。 更に120 Hzのステレオ3Dのサポート、CPUの補助の必要を減らす最適化などが行われた。

### UVD 4/VCE 1
Radeon HD 7000シリーズ、Radeon Rx 200シリーズ、Rx 370(X)、APUのKaveri、Kabini等のAPUに搭載。H.264/AVCHDデコード時におけるエラー回復の改善がなされた。AMD Fluid Motionに対応。

### UVD 4.2/VCE 2
Radeon R7 260(X)、R9 290シリーズ、R7 360(E)、R9 390(X)、Socket AM1ののKabini、Socket FM2のKaveriに搭載。

### UVD 5/VCE 3
Radeon R9 285、R9 380(X)、R9 Fury(X)、R9 Nanoに搭載。H.264のHigh Profile Level 5.2サポートと4K解像度のデコードに対応。

### UVD 6/VCE 3.1
Socket FM2とSocket AM4のCarrizo、Socket AM4のBristol Ridgeに搭載。H.265およびJPEGのデコードに対応。

### UVD 6.3/VCE 3.4
Radeon RX 400シリーズ、RX 500シリーズに搭載。H.265のエンコードに対応。

### UVD 7/VCE 4
Radeon RX Vegaシリーズに搭載。

## UVDが有効なGPU
| コードネーム       | モデル                                                               | UVDのバージョン |
| ------------------ | -------------------------------------------------------------------- | --------------- |
| Tonga              | R9 285                                                               | UVD 5           |
| Vesuvius           | R9 295                                                               | UVD 4.2         |
| Hawaii             | R9 290 Series                                                        | UVD 4.2         |
| Curacao            | Radeon R7 270 Series R7 265                                          | UVD 4           |
| Oland              | R7 240 R7 250                                                        | UVD 4           |
| Tahiti             | Radeon HD 7900 Series R9 280 Series                                  | UVD 4           |
| Pitcairn           | Radeon HD 7800 Series                                                | UVD 4           |
| Bonaire            | Radeon HD 7790 R7 260 Series                                         | UVD 4.2         |
| Cape Verde         | Radeon HD 7700 Series R7 250X Series                                 | UVD 4           |
| Cayman             | Radeon HD 6900 Series                                                | UVD 3           |
| Barts              | Radeon HD 6800 Series                                                | UVD 3           |
| Turks              | Radeon HD 6600 Series Radeon HD 6500 Series                          | UVD 3           |
| Caicos             | Radeon HD 6400 Series                                                | UVD 3           |
| Hemlock注1 Cypress | Radeon HD 5900 Series Radeon HD 5800 Series                          | UVD 2.2         |
| Juniper            | Radeon HD 5700/6700 Series                                           | UVD 2.2         |
| Redwood            | Radeon HD 5600/5500 Series                                           | UVD 2.2         |
| Cedar              | Radeon HD 5400 Series                                                | UVD 2.2         |
| RV790              | Radeon HD 4890 Series                                                | UVD 2           |
| R700注1 RV770      | Radeon HD 4800 X2 Series Radeon HD 4800 Series                       | UVD 2           |
| RV740              | Radeon HD 4700 Series                                                | UVD 2.2         |
| RV730              | Radeon HD 4600 Series                                                | UVD 2.2         |
| RV710              | Radeon HD 4300/4500 Series                                           | UVD 2.2         |
| RV670              | Radeon HD 3800 Series                                                | UVD+            |
| RV635              | Radeon HD 3600 Series                                                | UVD+            |
| RV620              | Radeon HD 3400 Series                                                | UVD+            |
| RV630              | Radeon HD 2600 Series                                                | UVD             |
| RV610              | Radeon HD 2400 Series                                                | UVD             |
| RS880              | Radeon HD 4200/AMD 785G Chipset                                      | UVD 2           |
| RS780 RS780D       | Radeon HD 3200/AMD 780G Chipset Radeon HD 3300 IGP/AMD 790GX Chipset | UVD             |
| M98                | Mobility Radeon HD 4800 Series                                       | UVD 2           |
| M96                | Mobility Radeon HD 4600 Series                                       | UVD 2           |
| M92                | Mobility Radeon HD 4300/4500 Series                                  | UVD 2.2         |
| M88                | Mobility Radeon HD 3800 Series                                       | UVD+            |
| M86                | Mobility Radeon HD 3600 Series                                       | UVD+            |
| M82                | Mobility Radeon HD 3400 Series                                       | UVD+            |
| M76                | Mobility Radeon HD 2600 Series                                       | UVD             |
| M72                | Mobility Radeon HD 2400 Series                                       | UVD             |
| M71注2             | Mobility Radeon HD 2300 Series                                       | UVD             |

付記: 
- 注1: デュアルGPUである。
- 注2: バージョン 8.371もしくはそれ以降を用いないと、UVDをH.264向けに有効化した際にシステムがクラッシュすることがある。